# (3825) Nürnberg
(3825) Nürnberg – planetoida z pasa głównego asteroid okrążająca Słońce w ciągu 3 lat i 130 dni w średniej odległości 2,24 j.a. Została odkryta 30 października 1967 roku w obserwatorium Hamburg-Bergedorf w Bergedorfie przez Luboša Kohoutka. Nazwa planetoid pochodzi od niemieckiej nazwy miasta Norymberga. Została zasugerowana przez E. Wundera. Przed jej nadaniem planetoida nosiła oznaczenie tymczasowe (3825) 1967 UR.